# اتو کی. لیند
اتو کی. لیند (انگلیسی: Otto K. Lind; ۲۸ نوامبر ۱۹۲۰ – ۸ سپتامبر ۲۰۰۰) فرد نظامی اهل دانمارک بود.